# 검은 고양이 (1934년 영화)
검은 고양이(The Black Cat)는 미국에서 제작된 에드가 G. 울머 감독의 1934년 공포, 범죄, 모험 영화이다. 보리스 칼로프 등이 주연으로 출연하였고 칼 리믈 주니어 등이 제작에 참여하였다.

## 출연

### 주연
- 보리스 칼로프
- 벨라 루고시
- 데이비드 매너즈
- 줄리 비숍
- 루실리 룬드
- 에곤 브레처
- 해리 코딩
- 헨리 아메타
- 앨버트 콘티

### 조연
- 루이스 알베르니
- 킹 바고
- 허먼 빙
- 존 캐러딘
- 앤드레 체론
- 조지 데이비스
- 존 조지
- 로드니 힐드브랜드
- 로이스 재뉴어리
- 마이클 마크
- 알폰스 마르텔
- 폴 팬저
- 앨버트 폴렛
- 해리 워커
- 폴 웨이겔

## 제작진
- 원작자: 에드거 앨런 포
- 미술: 찰스 D. 홀